# Кахолот
Кахолотите са четири вида с относително големи, тежкоклюни Furnariids от рода Pseudoseisura. Срещат се в храстовидни местообитания в южноамериканските страни Бразилия, Боливия, Аржентина, Парагвай и Уругвай. Те са кафяви (вариращи от наситено руфи до бледо сиво-кафяви в зависимост от вида) и всички са с гребени.

## Видове
Каатинговият кахолот и сиво-гребенестият кахолот са смятани за специфични под името червеногребнести кахолоти (Pseudoseisura cristata).
| Изображение | Научно наименование      | Често срещано име                    | Разпределение                                                                                |
| ----------- | ------------------------ | ------------------------------------ | -------------------------------------------------------------------------------------------- |
| </img>      | Pseudoseisura cristata   | Каатингов кахолот Caatinga cacholote | Каатингата в североизточна Бразилия.                                                         |
| </img>      | Pseudoseisura unirufa    | Кахолот със сиво гребенче            | Регион Пантанал в Бразилия, Парагвай и Боливия                                               |
| </img>      | Pseudoseisura lophotes   | Кафяв кахолот                        | северна Аржентина, западен Парагвай и Уругвай; също в югоизточна Боливия и Рио Гранде до Сул |
| </img>      | Pseudoseisura gutturalis | Кахолот с бяло гърло                 | Аржентина (Патагония и северозападът).                                                       |